# نيوفيلدز (نيوهامشير)
نيوفيلدز (بالإنجليزية: Newfields, New Hampshire)‏ هي بلدة أمريكية تقع في الولايات المتحدة في Rockingham County. يقدر عدد سكانها بـ 1,680 نسمة ومساحتها 18.6 كم2 وترتفع عن سطح البحر 23 متر.

## معرض صور

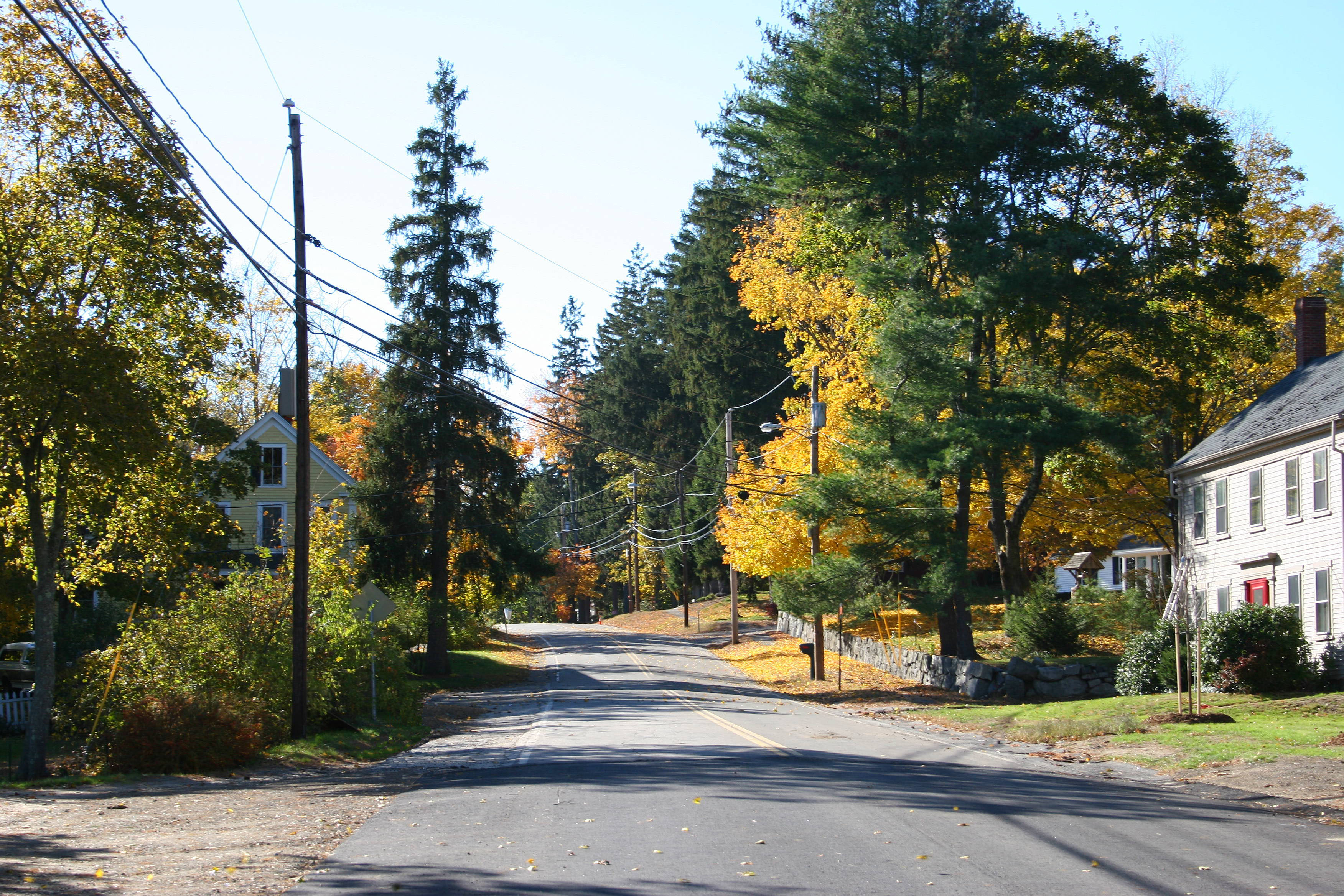
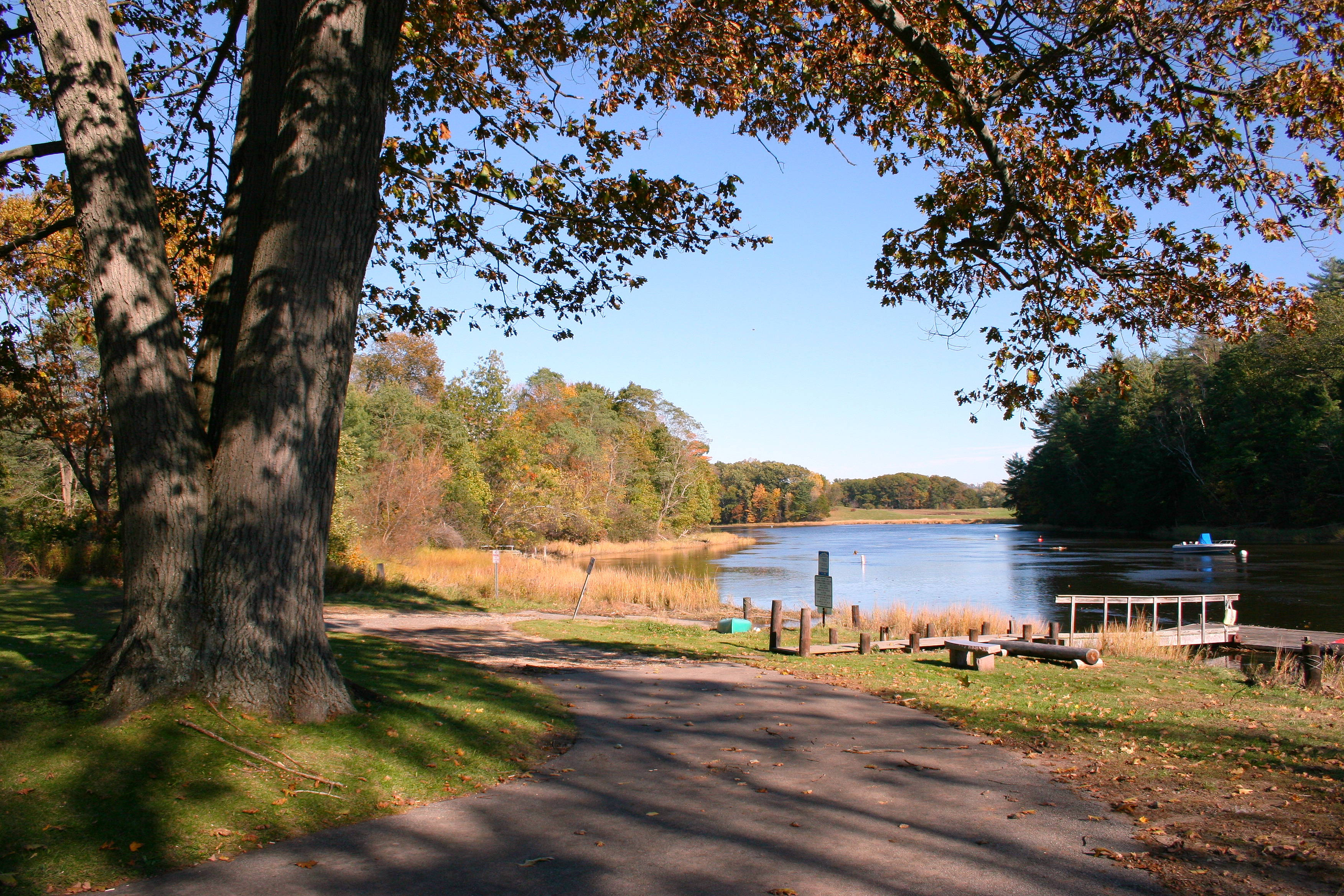
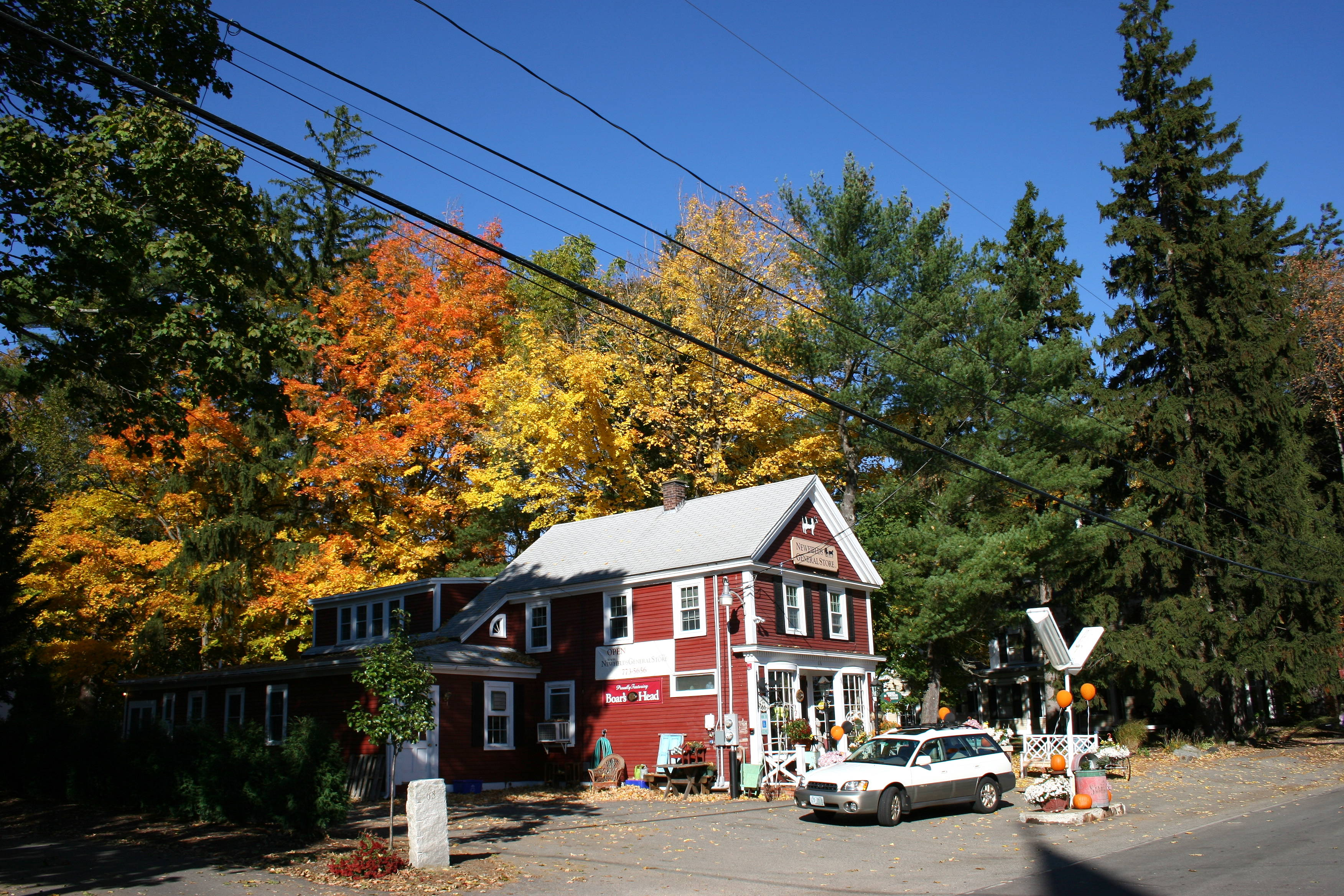